# 太田清春
太田 清春（おおた きよはる、1951年7月3日 - ）は、三重県出身の元プロ野球選手。ポジションは投手、右投右打のアンダースローであった。1979年から1980年の登録名は太田 貴世晴。

## 来歴・人物
高田高では、1969年夏の甲子園三岐大会三重県予選準決勝に進出。春の選抜に優勝した三重高のエース上西博昭（中京大）と投げ合うが0-8で大敗。卒業後は西濃運輸へ入社。西濃には早川実、小林国男ら好投手がおり、都市対抗などの表舞台にはなかなか立てなかった。ノンプロにはいって投げ方を上から下手投げに変えてメキメキ頭角を見せてきた投手で、浮き上がるシュート、外角に流れるカーブを武器にした。
1973年ドラフト会議で近鉄バファローズから6位指名を受け入団。1977年には6試合に登板するが、その後は出場機会がなく、1980年限りで引退。
当時甲子園で活躍した太田幸司も在籍しており、新聞などの記載は太田幸・太田貴と記載された。

## 詳細情報

### 年度別投手成績
| 年 度    | 球 団    | 登 板 | 先 発 | 完 投 | 完 封 | 無 四 球 | 勝 利 | 敗 戦 | セ 丨 ブ | ホ 丨 ル ド | 勝 率 | 打 者 | 投 球 回 | 被 安 打 | 被 本 塁 打 | 与 四 球 | 敬 遠 | 与 死 球 | 奪 三 振 | 暴 投 | ボ 丨 ク | 失 点 | 自 責 点 | 防 御 率 | W H I P |
| -------- | -------- | ----- | ----- | ----- | ----- | -------- | ----- | ----- | -------- | ----------- | ----- | ----- | -------- | -------- | ----------- | -------- | ----- | -------- | -------- | ----- | -------- | ----- | -------- | -------- | ------- |
| 1977     | 近鉄     | 6     | 0     | 0     | 0     | 0        | 0     | 0     | 0        | --          | ----  | 77    | 17.0     | 14       | 2           | 9        | 0     | 2        | 6        | 2     | 1        | 12    | 9        | 4.76     | 1.35    |
| 通算:1年 | 通算:1年 | 6     | 0     | 0     | 0     | 0        | 0     | 0     | 0        | --          | ----  | 77    | 17.0     | 14       | 2           | 9        | 0     | 2        | 6        | 2     | 1        | 12    | 9        | 4.76     | 1.35    |

### 記録
- 初登板：1977年5月12日、対南海ホークス前期9回戦（日生球場）、4回表に2番手で救援登板、1回1失点
- 初奪三振：1977年5月28日、対阪急ブレーブス前期9回戦（米子市営湊山球場）、8回裏に中沢伸二から

### 背番号
- 45 （1974年 - 1980年）

### 登録名
- 太田 清春 （おおた きよはる、1974年 - 1978年）
- 太田 貴世晴 （おおた きよはる、1979年 - 1980年）